# Seed Savers Exchange
Seed Savers Exchange (SSE) — некоммерческая организация, базирующаяся недалеко от города Декора, штат Айова, которая сохраняет редкие сорта растений посредством регенерации, распространения и обмена семенами. Это один из крупнейших негосударственных банков семян в Соединённых Штатах. Миссия SSE — сохранить для будущих поколений разнообразное, но находящееся под угрозой исчезновения наследие садов мира путём создания сети людей, стремящихся собирать, сохранять и распространять реликвии семян и растений, а также просвещать людей о ценности генетического и культурного разнообразия. С 1975 года Seed Savers выпускает ежегодный сборник семян, предлагаемых членами организации, а также несколько изданий The Garden Seed Inventory и The Fruit, Nut and Berry Inventory. SSE также публикует «От семени к семени: методы сохранения и выращивания семян для огородников» (англ. Seed to Seed: Seed Saving and Growing Techniques for Vegetable Gardeners). Некоммерческая организация продаёт семена примерно в 600 розничных магазинов в США и Канаде. 

## История
Общество SSE было основано Кентом Уили и Дианой Отт Уили в 1975 году. Их вдохновила идея защиты и сохранения старинных сортов после того, как им подарили семена двух старинных растений (немецкого томата и ипомеи), которые её прадед привез в США из Баварии в 1870 году. Организация провела свой первый обмен семенами в том же году, когда она была основана, среди тридцати садоводов, список семян которых составил шесть страниц. 
В 2000 году SSE начала выпуск коммерческого каталога семян. Сегодня в организацию входят более 13 000 членов по всему миру, которые передают более миллиона образцов семян и распространяют более 20 000 разновидностей семян, находящихся под угрозой исчезновения. Ежегодно SSE публикует список семян своих членов в ежегоднике Seed Savers Yearbook вместе с описанием культуры и её известной историей.  
Штаб-квартира компании расположена на территории «Heritage Farm» площадью 890 акров (3,6 км²), расположенной в шести милях от города Декора, штат Айова. Первоначально Heritage Farm была приобретена в 1986 году. Heritage — сертифицированная органическая ферма, которую этноботаник Гэри Пол Набхан называет «самой разнообразной фермой в мире». На ферме Heritage Farm более 25 000 редких сортов фруктов, овощей и растений регенерируются, охлаждаются и хранятся в центральной коллекции. У него есть собственное подземное хранилище семян, в котором поддерживается температура ниже нуля. На ферме Heritage Farm ведётся историческая запись каждого сорта, который она выращивает. На ферме также содержится стадо крупного рогатого скота породы White Park, а также 900 сортов яблонь. На ферме «Херитедж» также есть центр для посетителей, где проводятся мероприятия и занятия.
В декабре 2007 года Seed Savers Exchange внесла первый депозит в размере около 500 сортов во Всемирное семенохранилище на Шпицбергене, которое открылось 26 февраля 2008 года на Шпицбергене, Норвегия. Это была единственная в США группа граждан, которая внесла свой вклад в открытие Всемирного семенохранилища на Шпицбергене. Семена SSE также хранятся в Национальном центре сохранения генетических ресурсов, расположенном в Форт-Коллинсе, штат Колорадо, США. 
SSE участвует в программе пожертвования семян для школ и общественных садов.